# (5362) Johnyoung
(5362) Johnyoung est un astéroïde de la ceinture principale.

## Description
(5362) Johnyoung est un astéroïde de la ceinture principale. Il fut découvert le 2 février 1978 à Palomar par James B. Gibson. Il présente une orbite caractérisée par un demi-grand axe de 3,39 UA, une excentricité de 0,02 et une inclinaison de 6,2° par rapport à l'écliptique.